# Porter (rivière)
Pour les articles homonymes, voir Porter.
La rivière Porter  (en anglais : Porter River) est un cours d’eau de la région de  Canterbury dans l’Île du Sud de la Nouvelle-Zélande.

## Géographie
Elle prend sa source tout près de l’extrémité sud de la chaîne de Craigieburn à l’est du lac Coleridge, s’écoulant de façon générale vers le nord-est pour atteindre la rivière  Broken tout près de la ville de Castle Hill. Le Porter Heights Skifield est situé au dessus du flanc ouest de la vallée de la rivière et la State Highway 73/S H 73 suit le  cours de la rivière sur une certaine distance vers l’ouest en direction du col de Porters Pass.